# Con una mano ti rompo con due piedi ti spezzo
Con una mano ti rompo con due piedi ti spezzo è un film del 1971 diretto da Jimmy Wang Yu.
Pellicola di arti marziali, uscita in Italia nell'aprile 1973, lanciata come film di Pasqua, con un incasso nelle sole prime-visioni delle città italiane capoluogo di oltre 200 milioni di lire.

## Trama
Cina, primi del '900. Tien Lung, il miglior combattente della scuola di arti marziali Ching Te, litiga con la locale Hook Gang in un ristorante dove Tien Lung e i suoi amici stanno cenando. Gli Hook Gang fanno parte di un giro locale di spaccio di oppio e prostituzione gestito da un uomo di nome Chao e sono rivali della scuola Ching Te. La scuola Ching Te è la più importante accademia di arti marziali della città e controlla le fabbriche locali di tintura di vestiti e mattoni. In una rapida battaglia, Tien e i suoi amici sconfiggono facilmente la banda di Hook sia nel ristorante che più tardi nella valle dove hanno un battle royale.
I membri della banda di Hook battuti tornano da Chao e gli raccontano come Tien e la scuola Ching Te li hanno picchiati senza motivo. Ancora più importante, la banda di Hook mente e dice a Chao che Tien aveva mancato di rispetto al loro gruppo. Questo fa infuriare Chao abbastanza da andare al Ching Te dojo e sfidare il maestro di Tien, Hang Tui, a un combattimento. Hang Tui sconfigge rapidamente Chao, lasciandolo ancora più umiliato.
Chao pianifica la sua vendetta assumendo un gruppo di artisti marziali mercenari di Shanghai. Questo gruppo è composto da due esperti di karate e il loro insegnante, un maestro di judo, un esperto di taekwondo, due combattenti di boxe thailandese, un esperto di yoga e due mistici lama tibetani (che in seguito si rivelano essere studenti di un assassino imperiale). Con questo gruppo, Chao distrugge facilmente la scuola Ching Te e tutte le loro attività, lasciando tutti morti tranne Tien Lung che perde il braccio destro a causa del professionista giapponese di Chao.
Dopo essere scampato al massacro della scuola, Tien Lung fugge e alla fine viene salvato da una donna di nome Jade e da suo padre, che sembra essere uno specialista in medicina. La coppia cura Tien Lung che torna in salute, ma Tien Lung è ancora inconsolabile per il suo braccio perduto e giura vendetta e inizia il suo addestramento per distruggere chiunque si metta sulla sua strada. Dopo aver ascoltato le sue intenzioni, Jade e suo padre alla fine si offrono di aiutare Tien Lung spiegando che sono in possesso di un elisir che rafforza le braccia e renderebbe qualsiasi combattente molto potente, indipendentemente dal fatto che abbiano o meno entrambe le braccia. Tuttavia, affinché l'elisir funzioni, Tien Lung deve distruggere tutti i nervi del suo braccio rimanente, cosa che accetta di farlo mettendo il suo braccio dentro una specie di contenitore di pece bollente. Dopo essersi ripreso dal calvario, le capacità di Tien Lung migliorano notevolmente ed è diventato abbastanza forte da demolire tutto con il suo pugno, che decide di portare finalmente a termine la sua missione.
Tien Lung alla fine torna in città ed esige la sua vendetta sulla banda di Hook uccidendo prima due dei combattenti professionisti del gruppo. Dopo aver ucciso il maestro di judo, Tien Lung ordina alla scuola della Hook Gang di trasmettere un messaggio per dire al Maestro Chao di incontrarlo nella cava per una resa dei conti. Il Maestro Chao alla fine incontra Tien Lung alla cava, ma non senza gli esperti che aveva assunto. Tien Lung sconfigge facilmente Chao e i suoi professionisti, e combatte un lungo duello con il professionista giapponese di Chao, in cui ne esce vittorioso.

### Combattenti ingaggiati
- Erh Ku Da Leung (Wong Fei-lung), uno spietato e temuto campione di karate di Okinawa, Giappone e l'uomo responsabile del taglio del braccio di Yu Tien Lung.
- Ko Fu ("Cho Lo"), un lama tibetano ed esperto di pugilato zen tibetano. Lui e il suo compagno monaco, Cho Lung, sono i discepoli del Fung Sheng Wu Chi (il principale antagonista del La ghigliottina volante).
- Cho Lung ("Cho Fu") un lama tibetano ed esperto di pugilato zen tibetano. Lui e il suo compagno monaco, Ko Fu, sono i discepoli del Fung Sheng Wu Chi (il principale antagonista del La ghigliottina volante).
- Mi Tsu ("Mi Sao"), un combattente di Muay Thai dalla Thailandia e uno dei membri del duo di sicari thailandesi, insieme a Ni Tsai, un altro combattente di Muay Thai.
- Ni Tsai ("Nai Chai"), un combattente di Muay Thai dalla Thailandia e uno dei membri del duo di sicari thailandesi, insieme a Mi Tsu, un altro combattente di Muay Thai
- Kao Chiao, un judoka e maestro di judo giapponese.
- Chin Chi Yung ("Tien Chi Yung"), un maestro di Taekwondo dalla Corea.
- Mura Singh ("Murasingh"), un esperto di yoga indiano.
- Chang Ku Chuan, un combattente di karate di Okinawa, Giappone e uno dei discepoli di Erh Ku.
- Pan Tien-Ching, un combattente di karate di Okinawa, Giappone e uno dei discepoli di Erh Ku.